# Rochus Misch
Pour les articles homonymes, voir Misch.
Rochus Misch, né le 29 juillet 1917 à Stare Siołkowice et mort le 5 septembre 2013 à Berlin, est un SS-Oberscharführer de la 1re division SS Leibstandarte Adolf Hitler durant la Seconde Guerre mondiale. Il a servi comme garde du corps, estafette et standardiste auprès d'Adolf Hitler de 1940 à 1945.
Avant sa mort en 2013, il était l'un des deux derniers survivants du Führerbunker de Berlin, parmi ceux qui y étaient présents lors des derniers jours de la guerre en Europe, aux côtés de Hitler.

## Biographie

### Enfance et jeunesse
Rochus Misch est né en Silésie, région faisant alors partie de l'Empire allemand.
Son père, soldat, meurt quelques heures avant sa naissance au cours de la Première Guerre mondiale. Sa mère meurt en 1920, alors qu'il n'a que deux ans et demi. Élevé par ses grands-parents, il suit une formation de dessinateur après le collège.

### Parcours dans la SS
En 1937, Misch est appelé au service militaire. Il ne l'effectue pas dans une unité régulière de l'armée allemande (Wehrmacht) mais au sein des SS, dans la Verfügungstruppe, une unité militarisée de la SS créée en 1935 et organisée avec certains officiers supérieurs de la Wehrmacht, qui étaient ainsi les premiers cadres de la future Waffen SS. Il est incorporé dans la « Leibstandarte-SS-Adolf Hitler » (LSSAH), également chargé de la protection d'Adolf Hitler. Il a le grade de " rottenführer S.S." (équivalent de caporal) en septembre 1939.
Le 1er septembre 1939, l'Allemagne attaque la Pologne : son unité de type régimentaire fait partie du 13e corps d'armée. Misch est blessé près de Varsovie le 24 septembre 1939. Pour ses faits d'arme, il reçoit la croix de fer de seconde classe.
Après sa convalescence, qui dure plusieurs mois, il est déclaré inapte au service au front et il est alors recruté pour le service personnel du Führer en tant que garde du corps, estafette et standardiste. C'est ainsi qu'il intègre, en avril 1940, la garde personnelle de Hitler (en allemand : Führerbegleitkommando), le FBK, et s'installe dans les appartements de la chancellerie du Reich à Berlin.
Au début de l'année 1945, la fin du IIIe Reich est proche. Dès la mi-mars, Hitler, ses derniers fidèles, ses secrétaires et ses gardes se terrent dans le Führerbunker. Misch, qui progressait au sein de la S.S. et qui sera finalement en 1945 Oberscharführer (équivalent d'adjudant), a alors la charge du standard téléphonique.
Rochus Misch déclare avoir croisé le Führer pour la dernière fois le 30 avril 1945, peu avant son suicide : « C'était vers 11 heures. Il passe devant moi, s'arrête, me jette un coup d'œil avant de faire demi-tour et disparaître ».
Il observe comment, dans son petit espace, Magda Goebbels, la femme du ministre de la Propagande, habille ses six enfants avant de les empoisonner. Il croise le 1er mai Joseph Goebbels, qui lui lance, avant de se suicider à son tour : « Nous avons appris à vivre, nous allons donc bien savoir comment mourir. Vous pouvez maintenant disposer. C'est fini. »

### Captivité et retour à Berlin
Misch est capturé par les troupes soviétiques le 2 mai 1945, puis emprisonné pendant quelques mois à la prison Butyrka à Moscou, où il est torturé au cours de ses interrogatoires menés par un colonel chef d'un groupe spécial du NKVD (police politique soviétique de l'époque), agissant sur ordres spécifiques de Staline, qui désirait tout savoir sur les derniers jours de Hitler à Berlin.
Après avoir passé huit ans dans des prisons du Kazakhstan et de Sibérie, il revient à Berlin le 31 décembre 1953 ; avec l'aide financière du fonds gouvernemental d'Allemagne fédérale, destiné à aider à la réinsertion des soldats ayant subi une longue détention en Union soviétique, et qui accorde une aide de 28 000 Deutschmarks, il rachète l'année suivante une petite boutique de peinture et de décoration d’intérieur qu'il fait prospérer où il exercera jusqu'à ses 68 ans en 1985.
Avec un ami, Adolf Kleinholdermann, il entreprend également de vendre du beurre de cacahuète aux forces d’occupation américaines à Berlin. Cette activité est florissante mais Gerda Misch (de), son épouse depuis 1942, lui conseille de rester dans son affaire initiale de décoration. Pendant son absence, son épouse, qui avait été élève d'une école supérieure de secrétariat commercial et qui était à son mariage en 1942 secrétaire, avait repris ses études dans l'enseignement supérieur, avait réussi les deux examens d'Etat afin d'être professeur dans l'enseignement secondaire et l'était devenue, ayant été affecté dans un lycée berlinois. Elle fut directrice adjointe d'établissement scolaire, à la fin de sa carrière.
Dès 1954, sa femme est élue locale - sociale démocrate - du Bezirk (équivalent d'un arrondissement) de Berlin-Neuköln. En 1975, Gerda Misch est élue au parlement de Berlin où elle siège plusieurs années, en tant qu'élue du SPD. La mère de Gerda Misch avait été, après la première guerre mondiale, membre de l'U.S.P.D., parti qui avait fait sécession du S.P. D. La famille de Gerda Misch était d'ascendance juive, selon sa fille Brigitta qui s'est rendue en Israël en 1963, a appris l'hébreu et a vécu en kibboutz et qui est mariée à un citoyen israélien, le Dr Jacob-Engelken.
En 1985, il quitte son activité et réside alors dans sa maison du quartier de Berlin-Rudow. Son épouse meurt en 1998, atteinte de la maladie d'Alzheimer.
Rochus Misch a affirmé n'avoir jamais été membre du parti nazi (NSDAP).

### Dernières années et mort
En octobre 2008, après la mort de l'estafette Armin Lehmann, Misch était, avec Johanna Ruf (infirmière morte en 2023 à l'âge de 94 ans), l'un des deux derniers survivants du bunker d'Adolf Hitler.
Le 5 septembre 2013, Rochus Misch meurt dans sa maison de Berlin, à l'âge de 96 ans.